# Josef Alexej Eisenberger
Josef Alexej Eisenberger (6. března 1887 Praha – 8. března 1955 Praha) byl český voják, který se vypracoval do hodnosti generála.
Prostřední jméno Alexej dostal při válce v Rusku po přestoupení na pravoslavnou víru.

## Mládí
Josef se narodil a studoval v Praze a po maturitě na státním gymnáziu vystudoval práva na Karlo-Ferdinandově Univerzitě. Poté se přihlásil na školu jednoročních dobrovolníků pěchotních zbraní. Poté působil jako právník u tabákové režie v Sarajevu, před vypuknutím 1. svět. války pracoval jako notář v Mnichově Hradišti.

## První světová válka a legie
V první světové válce bojoval za Rakousko-Uhersko, v roce 1914 narukoval k 9. pěšímu pluku, jako velitel čety. 1. února 1915 u Medzilaborců padl do ruského zajetí. Do československých jednotek se přihlásil v březnu 1916. Od 1. srpna byl šikovatelem a účetním 8. roty pluku, prodělal úspěšné rozvědky u Stanislavi, od 15. září praporčík a velitel 1. čety, od ledna do května 1917 zástupce velitele roty.
V květnu 1917 byl odvolán do Kyjeva jako delegát 1. pluku k přípravě 3. krajanského sjezdu, jehož se účastnil a byl zvolen členem prezidiální komise a předsedou vojenské komise Odbočky Národní rady československé na Rusi. Zúčastnil se bitvy u Zborova, ale 17. července 1917 ho T. G. Masaryk vyslal s přípisy Odbočky k velitelství Československé brigády, na podzim velel 8. rotě při ústupu od Tarnopolu a v prosinci se v rámci operačního štábu 1. brigády podílel na organizaci evakuace z Ukrajiny.
Nemohl se věnovat vedení vojenské komise, a proto požádal v únoru 1918 o demisi, která byla přijata s podmínkou, že zůstane členem Odbočky. Jako delegát se zúčastnil předběžných porad v Čeljabinsku a po vypuknutí války se Sověty byl zvolen předsedou polního soudu Československého armádního sboru. V létě 1918 jednal s bolševickými orgány v Penze.
V hodnosti kapitána se na podzim 1918 stal předsedou revolučního soudního tribunálu vojska, po příchodu generála Štefánika náčelníkem polního soudu a byl povýšen na majora, po smrti Karla Vašátka od 15. ledna 1919 přednostou osobního úřadu při štábu československého vojska a byl povýšen na podplukovníka.

## Angažmá ve Slavii
Ve stejném roce, kdy byl přijat na práva, se stal členem Slavie, jeho sportovní zaměření byla atletika. Po válce ve Slavii pokračoval funkcionářské pozici, až do roku 1931 se věnoval především vedení sportovního klubu, atletice, fotbalu a lyžování. Se svým přítelem Janem Kesslerem vybudovali klubovou zdravotní komisi s odnoží lékařské péče pro klubovou mládež. Právě důraz na zdraví sportovců, včetně fotbalistů, byl jedním z aspektů proč se Slavia stala nejúspěšnějším sportovním týmem první republiky.
Po druhé světové válce byl nadále členem Staroslávistů (předchůdci Odboru přátel) a chodil na fotbalové zápasy Slavie. Naposledy byl na Slavii při slavnostním otevření stadionu v Edenu 27. září 1953.

## První a druhá republika
Když se po válce vrátil do vlasti, byl povýšen na plukovníka a začal pracovat jako přednosta osobního oddělení ministerstva národní obrany. V roce 1926 se stal přednostou 6. oddělení hlavního štábu, v roce 1929 povýšil na náčelníka osobního úřadu stejného ministerstva. V roce 1931 se Josef Eisenberger dosáhl na hodnost brigádního generála. V roce 1939 (některé zdroje tvrdí, že až v roce 1941), když byl vyhlášen protektorát, byl nuceně penzionován. Po druhé světové válce se vrátil na ministerstvo národní obrany, kde pracoval jako právní poradce I. odboru. V roce 1948 si změnil příjmení na Horák a odešel trvale do výslužby.